# Gustavo Lema
Gustavo Alberto Lema (ur. 1 listopada 1968 w Buenos Aires) – argentyński piłkarz występujący na pozycji bramkarza, trener piłkarski.